# Twee gazals voor piano
Twee gazals voor piano (Two Ghazals) van Alan Hovhaness is een compositie voor piano. Het werk voert terug naar de gazal uit oud-Perzië, de stemvoering is nogal somber; het basistempo is traag. Uiteraard is het gebruikte toonladdersysteem van het bijbehorend land of streek. De eerste gazal (Andante espressivo) uit 1931 bestaat uit snelle noten boven een langzaam maatvoerende hand. De tweede gazal (andante) uit 1963 is rustiger met clusters in de linkerhand en een melodie in de rechter. Na de tweede gazal wordt gazal nummer een opnieuw gespeeld.

## Discografie
- Uitgave Koch International: Marvin Rosen, piano
- Uitgave Hearts of Space:Sahan Arzruni
- Diverse uitgaven bevatten slechts Ghazal nr. 1